# Roger Ailes
Roger Eugene Ailes (Warren, Ohio, 15 de maio de 1940—Palm Beach, 18 de maio de 2017) foi um empresário e executivo de televisão americano. Era presidente e chefe da Fox News e da Fox Television Stations Group. Roger foi um consultor de mídia para os presidentes americanos republicanos Richard Nixon, Ronald Reagan e George H. W. Bush e para Rudy Giuliani na sua primeira campanha a prefeito. Em 2016 renunciou aos cargos na Fox após várias acusações de assédio sexual na empresa.

## Primeiros anos
Roger nasceu e cresceu na cidade industrial de Warren, em Ohio, filho de Donna Marie e de Robert Eugene Ailes, capataz de manutenção em uma fábrica. Ailes sofria de hemofilia sendo internado repetidas vezes quando criança. Educado nas escolas públicas de Warren , tendo sido galardoado com Distinto do Alumni Hall da Fama da Warren High School . Seu pai era abusivo, e seus pais se divorciaram em 1960. Ailes estudou na Universidade de Ohio, em Athens, onde se formou em rádio e televisão, serviu como o aluno gerente da estação para WOUB por dois anos, antes de graduar-se bacharel em 1962. Em 7 de outubro de 1996, Ailes fundou o canal Fox News, de orientação conservadora, que logo se tornou um dos maiores canais de jornalismo 24 horas dos Estados Unidos. Em 2014, começaram a surgir as denúncias contra ele de assédio sexual por parte de funcionárias de suas empresas. Tais acusações o seguiram pelo restante da vida. Ele também chegou a ser acusado, em algumas ocasiões, de antissemitismo.
Ailes morreu em casa, em Palm Beach, a 18 de maio de 2017, segundo sua esposa Elizabeth. O motivo de sua morte ainda não foi revelado mas em 2013, em um livro, Roger contou que desde criança lutava contra a hemofilia.